# Soprintendenza archivistica e bibliografica
Le Soprintendenze archivistiche e bibliografiche sono in Italia organi periferici del Ministero della cultura di livello dirigenziale non generale, dipendenti funzionalmente dalla Direzione generale Archivi. Ai sensi del D.M. n. 44, 23 gennaio 2016, Riorganizzazione del Ministero dei beni e delle attività culturali e del turismo, le Soprintendenze hanno assunto tale denominazione (prima erano solamente Soprintendenze archivistiche), ad eccezione di quelle del Friuli Venezia Giulia, Sardegna e Sicilia. Provvedono quindi alla tutela e alla valorizzazione dei beni archivistici e librari nel territorio di competenza. Con riferimento alle funzioni di tutela dei beni librari, le Soprintendenze archivistiche e bibliografiche dipendono funzionalmente dalla Direzione generale Biblioteche e possono avvalersi del personale delle biblioteche statali, anche avvalendosi del personale degli archivi di Stato operanti nel territorio della regione.

## Storia

### Soprintendenze archivistiche
Le soprintendenze archivistiche furono istituite col Regio decreto 26 marzo 1874, n. 1861, il quale però ne fissava solo i compiti, che erano di «vigilanza del servizio archivistico nelle Provincie» e specificava che soprintendente era il direttore di un archivio di Stato insistente nel territorio di competenza della soprintendenza. Due mesi dopo furono anche stabilite le circoscrizioni delle soprintendenze, che furono fissate nel numero di dieci e coincidevano coi confini degli antichi Stati.Con Regio decreto 27 maggio 1875, n. 2552 alle soprintendenze arrivò l'incarico di vigilanza sugli archivi degli enti locali, morali ed ecclesiastici, e sulla vendita di documenti. Una ventina d'anni dopo, il Regio decreto 31 dicembre 1891, n. 745 le aboliva, passandone le competenze agli Archivi di Stato. Le soprintendenze furono nuovamente istituite, stavolta solo con compiti di tutela sugli archivi non statali, ai sensi della Legge 22 dicembre 1939, n. 2006, articolo 3 sebbene, come si era fatto fino a quel momento, non avessero personale proprio ma si avvalessero di quello degli archivi di Stato dove avevano sede. Le ampie circoscrizioni delle soprintendenze, che di nuovo ricalcavano i confini pre unitari, furono giudicate troppo estese e il Governo nel 1962 ebbe la delega dal Parlamento per portarne il numero a 18, da 10 quali erano, oltre che a riformare in generale l'amministrazione degli archivi di Stato. La riforma fu stabilita nel Decreto del presidente della Repubblica 30 settembre 1963, n. 1409, che fissava una soprintendenza in ogni regione.
A seguito delle riforme successive alla spending review dei governi Monti e Renzi, nel 2014 il Ministero dei beni culturali si dotò di un nuovo regolamento d'organizzazione, tracciando le linee del quale i direttori degli archivi di stato dei capoluoghi di regione sarebbero dovuti essere anche soprintendenti archivistici, ritornando alla situazione dell'inizio del Novecento, ma l'idea fu abbandonata nella redazione definitiva del regolamento. Con l'ultimo regolamento di articolazione degli uffici del Ministero della cultura, le soprintendenze dovrebbero guadagnare come articolazioni gli archivi di Stato non retti da dirigenti che esistono sul territorio di loro competenza. La disposizione è stata fortemente criticata dall'Associazione Nazionale Archivistica Italiana in quanto lederebbe l'autonomia scientifica degli archivi stessi, sebbene l'idea già fosse stata proposta in una petizione sottoscritta da eminenti personalità del mondo archivistico e promossa dall'ANAI, ed è stata oggetto di un'interrogazione parlamentare.

### Soprintendenze bibliografiche
Le soprintendenze bibliografiche furono istituite con Decreto-legge 2 ottobre 1919, n. 2074, che le installava in alcune biblioteche governative, il cui personale riceveva anche l'incarico di soprintendenza, dopo che con l'art. 10 del regolamento approvato con Regio decreto 24 ottobre 1907, n. 733, era stata affidata al Ministero della pubblica istruzione la sorveglianza sulle biblioteche non governative, anche se già nel 1905 ad alcune biblioteche era stato dato il compito di rilasciare le autorizzazioni all'esportazione per incunaboli e manoscritti. Nel 1935 il loro numero fu incrementato a 15.
La competenza statale sulla tutela del patrimonio bibliografico rimase fino al 1972, quando, volendo dare applicazione, e anche estensiva, all'art. 117 della Costituzione, il Decreto del presidente della Repubblica 14 gennaio 1972, n. 3, articolo 8 la trasferì alle regioni a statuto ordinario, mentre le regioni a statuto speciale, malgrado avrebbero potuto già farlo ancor prima del decreto citato, cominciarono ad attivarsi nel 1973. Ogni regione gestì diversamente il problema, alcune con grande impegno, altre rinunciando immediatamente al compito e sopprimendo semplicemente la soprintendenza senza sostituirla.
Questa situazione, sancita anche nel nuovo Codice dei beni culturali, che ribadiva la titolarità delle regioni delle funzioni di tutela del patrimonio bibliografico non statale, permase fino al 2015, quando il Decreto-legge 19 giugno 2015, n. 78, articolo 16, abrogò, tra gli altri, il comma 2 dell'art. 5 del Codice dei beni culturali. La legge di conversione del decreto entrò in vigore il 15 agosto 2015, riportando definitivamente la tutela bibliografica alla competenza statale. Le rinate soprintendenze bibliografiche ebbero corpo con decreto del ministro dei beni e delle attività culturali e del turismo 23 gennaio 2016, n. 44, che le appoggiò alle soprintendenze archivistiche, delle quali si sfruttò la capillare disposizione sul territorio.

## Attività e compiti
L'attività della soprintendenza consiste nella vigilanza e nella tutela degli archivi di enti ed organismi pubblici territoriali (Regioni, Province e Comuni) e non territoriali, di quelli privati reputati di interesse storico, esistenti nella regione; svolge inoltre attività di accertamento delle loro condizioni di conservazione, di progettazione e promozione dei loro inventari allo scopo di garantirne la consultazione e la valorizzazione. Attualmente le attività sopracitate si estendono anche al patrimonio bibliografico.
Il riordinamento di archivi storici di enti pubblici e di archivi di enti vigilati rientra a pieno titolo fra gli interventi sottoposti ad autorizzazione del soprintendente. Infatti, l'art. 21 del D.lgs. n. 42, 22 gennaio 2004, Codice dei beni culturali e del paesaggio, stabilisce al comma 4 che "l'esecuzione di opere e lavori di qualunque genere su beni culturali è subordinata all'autorizzazione del Soprintendente"; inoltre, l'art. 30 inserisce al comma 4 il riordinamento e l'inventariazione fra gli obblighi conservativi, per i quali l'art. 31 prescrive l'autorizzazione.
Tra i compiti propri della funzione di tutela delle soprintendenze si segnalano:
- l'individuazione e il censimento degli archivi non statali;
- la emanazione della "dichiarazione dell’interesse storico particolarmente importante" degli archivi privati come disposto dall'art. 13 del D.lgs. 42/0214;
- le ispezioni;
- la consulenza, a richiesta, sui metodi di conservazione, di ordinamento e di inventariazione;
- la concessione del nulla-osta per lo scarto degli archivi degli enti pubblici e di quelli dichiarati di notevole interesse storico;
- l'intervento in caso di inadempienza degli obblighi stabiliti dalla legge;
- la valutazione delle priorità nell'erogazione dei contributi ai possessori di archivi privati ed ecclesiastici;
- la valutazione dell'opportunità di acquisire fondi documentari di interesse storico offerti in vendita, in dono o in deposito agli Archivi di Stato.

Le soprintendenze svolgono inoltre attività di promozione e valorizzazione, coordinandosi con la Regione, gli altri enti territoriali e tutti i soggetti, pubblici e privati. Gli archivi vigilati sono, difatti, molte decine di migliaia: gli archivi comunali sono oltre 8.000 e gli enti pubblici non territoriali che hanno operato e operano in Italia dall'unificazione sono circa 50.000. Negli archivi comunali, soprattutto dell'Italia centro-settentrionale, si trovano documenti che risalgono al Medioevo. Documentazione antica si trova anche negli archivi degli enti ospedalieri e di enti assistenziali, di banche, di organismi mercantili; più recente, ma altrettanto di rilievo, è la documentazione di enti pubblici economici.
Anche il patrimonio costituito dagli archivi privati-familiari, personali, imprenditoriali, di istituzioni di varia natura, è molto ricco. La legge archivistica impone al privato l'obbligo di denunciare alla Soprintendenza archivistica il proprio archivio se contenga documenti anteriori agli ultimi 70 anni. I soprintendenti possono anche di propria autonoma iniziativa dichiarare "l'interesse storico particolarmente importante" degli archivi privati: a seguito di tale dichiarazione sorgono per i privati particolari divieti e obblighi connessi al regime vincolistico previsto dal Codice dei beni culturali e del paesaggio in materia di protezione, conservazione e circolazione dei beni culturali. 
Le competenze sono nettamente divise da quelle degli Archivi di Stato che, presenti in ciascuna provincia, si occupano invece degli archivi di enti pubblici statali centrali e periferici (questure, prefetture, ecc.) ed espletano una funzione tecnicamente detta di "sorveglianza".
Sorveglianza e vigilanza sono attuate soprattutto per verificare che gli archivi vengano gestiti secondo le norme esistenti nel settore archivistico, che i locali deputati agli archivi siano idonei, che lo scarto di documenti d'archivio, già citato tra i compiti delle Soprintendenze Archivistiche, sia effettuato correttamente mediante la predisposizione di un piano di conservazione e un massimario di scarto.
Il D.M. 27 novembre 2014 poi modificato dal D.M. 44/2016, ha ridisegnato la distribuzione degli istituti periferici e ha loro conferito anche le funzioni in materia libraria.
Il D.M. 28 gennaio 2020 ha ulteriormente modificato la configurazione delle soprintendenze archivistiche, divenute 17.
- Soprintendenza Archivistica e Bibliografica dell'Abruzzo e del Molise– diretta da Giuseppina Rigatuso, con sede a Pescara;[22]
- Soprintendenza Archivistica e Bibliografica della Basilicata – diretta da Mauro Livraga, con sede a Potenza;[23]
- Soprintendenza Archivistica e Bibliografica della Calabria –  diretta da Giulia Barrera, con sede a Reggio Calabria;[24]
- Soprintendenza Archivistica e Bibliografica della Campania – diretta da Gabriele Capone, con sede a Napoli;[25]
- Soprintendenza Archivistica e Bibliografica dell'Emilia-Romagna – diretta da Paola De Montis, con sede a Bologna;[26]
- Soprintendenza Archivistica del Friuli-Venezia Giulia – diretta da Luca Caburlotto, con sede a Trieste;[27]
- Soprintendenza Archivistica e Bibliografica del Lazio – diretta da Aurora Raniolo, con sede a Roma;[28]
- Soprintendenza Archivistica e Bibliografica della Liguria – diretta da Francesca Imperiale, con sede a Genova;[29]
- Soprintendenza archivistica e bibliografica della Lombardia – diretta da Annalisa Rossi, con sede a Milano;[30]
- Soprintendenza Archivistica e Bibliografica delle Marche – diretta da Maula Sciri, con sede ad Ancona;[31]
- Soprintendenza Archivistica e Bibliografica del Piemonte e della Valle d'Aosta – diretta da Stefano Benedetto, con sede a Torino;[32]
- Soprintendenza Archivistica e Bibliografica della Puglia – diretta da Marco Bascapè con sede a Bari;[33]
- Soprintendenza Archivistica della Sardegna – diretta da Monica Grossi, con sede a Cagliari;[34]
- Soprintendenza Archivistica della Sicilia - Archivio di Stato di Palermo – diretta da Ester Rossino, con sede a Palermo;[35]
- Soprintendenza Archivistica e Bibliografica della Toscana – diretta da Sabina Magrini (ad interim), con sede a Firenze;[36]
- Soprintendenza Archivistica e Bibliografica dell'Umbria – diretta da Giovanna Giubbini, con sede a Perugia;[37]
- Soprintendenza Archivistica e Bibliografica del Veneto e del Trentino-Alto Adige – diretta da Annalisa Rossi, con sede a Venezia.[38]